# Caecilia gracilis
Caecilia gracilis és una espècie d'amfibi de la família Caeciliidae que habita al Brasil, la Guaiana Francesa, el Perú, Surinam, Colòmbia i, possiblement, a Guyana en boscos tropicals o subtropicals humits i a baixa altitud, sabanes humides, plantacions, jardins rurals i zones prèviament boscoses ara molt degradades.